# 미니 연작 - 봄
《미니 연작 - 봄》은 1999년 2월 1일부터 1999년 2월 23일까지 방영된 MBC 월화드라마로, 봄을 주제로 하여 차세대 PD와 드라마 작가가 콤비를 이뤄 각각의 색깔을 담은 옴니버스 형식의 미니드라마이다. 아울러, 선생님과 학생, 남편과 아내, 부모와 자식이라는 가장 근본적인 인간관계를 재조명하면서 희망과 행복을 찾는다는 기획 의도가 있다.

## 제1부 우리들의 왕따, 우리들의 왕초

### 개요
- 방영일 : 1999년 2월 1일 ~ 1999년 2월 2일
- 줄거리

서울로 전근을 오게 된 허성일 선생은 미리 학교 구경을 갔다가 경환 패거리에게 봉변을 당한다. 이후 경환네 임시담임으로 부임한 허선생은 학생들의 태도를 고치려고 벌을 세웠다가 다음 날 시험을 집단으로 망치는 바람에 교감에게 혼이 난다. 이를 계기로 학생들로부터 집단 따돌림을 당한 허선생은 해결책 모색에 나선다.

### 제작진
- 극본 : 윤성희
- 연출 : 정인

### 등장 인물
- 정원중 : 허성일 역
- 전원주
- 김호영
- 오욱철
- 정호근
- 이경아
- 양희경
- 이계인
- 권은아
- 이경순
- 정명환
- 김흥수
- 홍진희
- 윤만용
- 박시훈
- 정수형
- 정소영
- 김용희
- 이정호
- 유현경
- 한승연
- 손윤경
- 김성은
- 유장헌
- 이범
- 정범
- 곽상호
- 이재석

## 제2부 오늘의 요리

### 개요
- 방영일 : 1999년 2월 8일 ~ 1999년 2월 9일
- 줄거리

비디오가게에서 우연히 ‘오늘의 요리’라는 비디오를 빌린 재혁과 딸 소영은 화면 속 비디오가게 주인 명주와 아들 민우가 요리를 하며 웃고 즐기는 것을 보며 새로운 감정이 솟는다. 재혁은 이를 계기로 명주에게 반해 둘은 결혼하게 된다.

### 제작진
- 극본 : 김인영
- 연출 : 김사현

### 등장 인물
- 천호진
- 이휘향
- 홍진희
- 이재석
- 권해광
- 박영지
- 정명환
- 김하균
- 국정환
- 한규희
- 한영숙
- 김기현
- 정성모
- 이경순
- 임치오
- 송일국
- 최영미
- 김나영
- 김아영
- 유주현

## 제3부 겨울 이야기

### 개요
- 방영일 : 1999년 2월 15일 ~ 1999년 2월 16일
- 줄거리

아내와 이혼하고 딸을 데리고 탄광촌에 돌아온 남자가 실향민인 아버지와 눈물겨운 화해를 하는 과정을 통해 가족의 소중함을 일깨운다.

### 제작진
- 극본 : 정유경
- 연출 : 이창순

### 등장 인물
- 오지명
- 정성모
- 김일우
- 이미경
- 허윤정

## 제4부 아주 특별한 선물

### 개요
- 방영일 : 1999년 2월 22일 ~ 1999년 2월 23일
- 줄거리

### 제작진
- 극본 : 이금주
- 연출 : 이주환

### 등장 인물
- 강부자
- 정영숙
- 송기윤
- 임예진
- 강남길
- 박성미
- 이영범
- 김정은
- 김동주
- 조형기
- 박용수
- 차영옥
- 문혁
- 이안나
- 정은미